# Phlojodicarpus
Phlojodicarpus es un género  de plantas herbáceas perteneciente a la familia de las apiáceas.    Comprende 11 especies descritas y de estas, solo 4 aceptadas.

## Taxonomía
El género fue descrito por Turcz. ex Ledeb. y publicado en Flora Rossica 2: 331. 1844. La especie tipo es:	Phlojodicarpus villosus (Turcz. ex Fisch. & C.A. Mey.) Turcz. ex Ledeb.

## Especies
A continuación se brinda un listado de las especies del género Phlojodicarpus aceptadas hasta septiembre de 2012, ordenadas alfabéticamente. Para cada una se indica el nombre binomial seguido del autor, abreviado según las convenciones y usos.
- Phlojodicarpus popovii Sipliv.
- Phlojodicarpus sibiricus (Fisch.) Koso-Pol.
- Phlojodicarpus turczaninovii Sipliv.
- Phlojodicarpus villosus (Turcz. ex Fisch. & C.A. Mey.) Turcz. ex Ledeb.